# Kanton Guillaumes
Kanton Guillaumes (fr. Canton de Guillaumes) je francouzský kanton v departementu Alpes-Maritimes v regionu Provence-Alpes-Côte d'Azur. Tvoří ho devět obcí.

## Obce kantonu
- Beuil
- Châteauneuf-d'Entraunes
- Daluis
- Entraunes
- Guillaumes
- Péone
- Saint-Martin-d'Entraunes
- Sauze
- Villeneuve-d'Entraunes